# Renia generalis
Renia generalis là một loài bướm đêm trong họ Noctuidae.